# Marcos Llunas
Marcos Gómez Llunas (Madrid; 29 de septiembre de 1971), más conocido artísticamente como Marcos Llunas, es un cantautor español. Es hijo del cantante Dyango.

## Vida artística
Marcos nació en Madrid el 29 de septiembre de 1970. Pocos meses más tarde se fue a vivir a Barcelona.
Hijo del cantante Dyango, comenzó su carrera en 1993. Se hizo conocido con canciones como Completamente tuyo, Reconquistarte, La de siempre, La reina de las diosas, La dueña de mis ojos, Eres mi debilidad (con la que ganó el Festival de la OTI en 1995), Sin rencor (con la que quedó sexto en el Festival de la Canción de Eurovisión 1997 celebrado en Dublín, Irlanda) o Vale la pena, entre otras.
Participó en Chile de la versión XXXVIII del Festival Internacional de la Canción de Viña del Mar, el año 1997.
Consiguió gran éxito en Latinoamérica, donde recibió numerosos galardones y llegó a crear su propio sello discográfico. En 2001 actuó en el Día de la Hispanidad en la Casa Blanca. Ha grabado canciones en español, portugués y catalán.
Ha colaborado con su padre Dyango, Juan Carlos Calderón, Emilio y Gloria Estefan, Juan Luis Guerra, y Alejandro Abad (compositor de buena parte de sus éxitos). Entre 2002 y 2007, formó parte de los jurados de concursos de TVE como Operación Triunfo y Lluvia de estrellas.
En 2007 formó parte del elenco de figuras musicales que participaron en la emisión mexicana Disco de oro, de TV Azteca conducido por José Luis Rodríguez y María Inés Guerra; competencia entre varios artistas de distintas décadas de la música, en donde resultó ser ganadora la cantante Beatriz Adriana. 
En 2012 editó con su hermano Jordi un disco homenaje a Dyango con importante repercusión en Chile. También colaboró como coach en el programa La Voz en su versión peruana.

## Discografía
- Marcos Llunas (1993)
- Piel a piel (1995)
- Vida (1996)
- Mi Historia (1997)
- Pluja d'estels (1999)
- Desnudo (1999)
- Me gusta (2002)
- Hechicera (álbum de Marcos Llunas) (2003)
- Mi retrato (2004)
- Homenaje a Dyango, a la voz del alma (2012)
- Latinísimo (2018)